# یخدان‌های دوقلوی سیرجان
یخدان‌های دوقلوی سیرجان به ارتفاع ۱۱ متر واقع شده در شهرستان سیرجان در غرب استان کرمان و مربوط به دوره قاجار است.
یخدان‌های دوقلوی سیرجان که به یخدان‌های امامزاده احمد نیز معروف هستند، یکی از مهم‌ترین مکان‌های تاثیرگذار بر زندگی مردم در گذشته بودند که هم‌اکنون از جاذبه‌های سیرجان در استان کرمان محسوب می‌شوند.
این یخدان‌ها که در سال ۱۲۷۵ هجری شمسی به دست افراد خیر ساخته شدند تا یخ مصرفی مردم سیرجان را تامین کنند، در سال ۱۳۸۴ هجری شمسی در فهرست آثار ملی ایران به ثبت رسیدند و هم اکنون تحت مراقبت میراث فرهنگی بوده و مردم سیرجان گاها شاهد برگزاری مراسم اجتماعی و فرهنگی در آنجا هستند .